# Route nationale 54 (Luxemburg)
Die Route nationale 54 war bis 1995 eine luxemburgische Nationalstraße, die innerhalb der Hauptstadt verlief und die Stadtviertel Gare, Grund und Pfaffental miteinander verband.

## Aktueller Verlauf (Stand September 2023)
Die N54 zweigte vom in Luxemburg-Gare gelegenen Bvd. de Général S. Patton (N ) ab und verlief als rue de Prague zunächst ziemlich eng und kurvig bergab in den Grund.
Von dort verlief sie als Rue Saint Ulrich, bevor sie an der Gabelung über die rue Sosténe Weis in Richtung Corniche stark anstieg und dann den Bockfelsen an der Schlossbrücke unterquerte.
Hinter der Bockfelsenformation bog die N54 dann leicht nach links ab und verlief immer am Rande der Felskante zu Oberstadt und traf im Pfaffental auf die Montée de Pfaffentahl, an der sie endete.

## Historische Entwicklung
- Im Jahre 1860 wurde die N 54 erstmalig als  Straße von Eich über Pfaffenthal zum Zentralbahnhof Luxemburg. Die Trasse wurde nach 1860 (Mémorial A25/1860)[1] gebaut.
- 1862: redressement der Straße ab der Porte de Thionville in Luxemburg-Grund jusqu’au pont-levis au delà du Viadukt (Mémorial 12/1862)
- 1912: Bau einer neuen Brücke über die Alzette in Pfaffenthal (Mémorial A14/1912)[2]
- Der Bau des Tunnel Renè Konen (auch bekannt als Tunnel Saint-Esprit), durch den die N  verläuft, führte zur Herabstufung mittels des Gesetzes vom 22. Dezember 1995[3] der N54 in eine simple Gemeindestraße ´.

## Bildergalerie

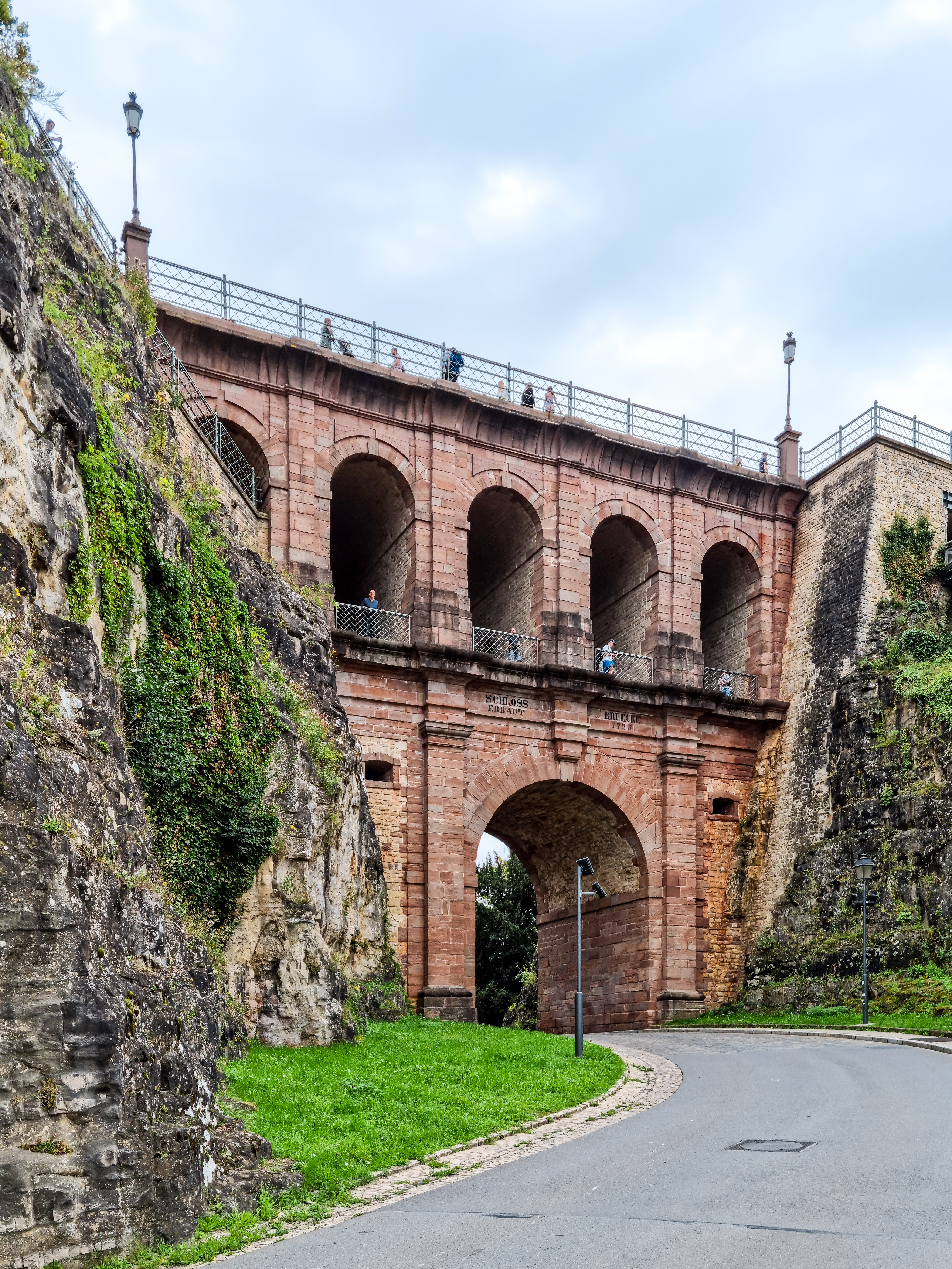
Unterquerung des Bockfelsens
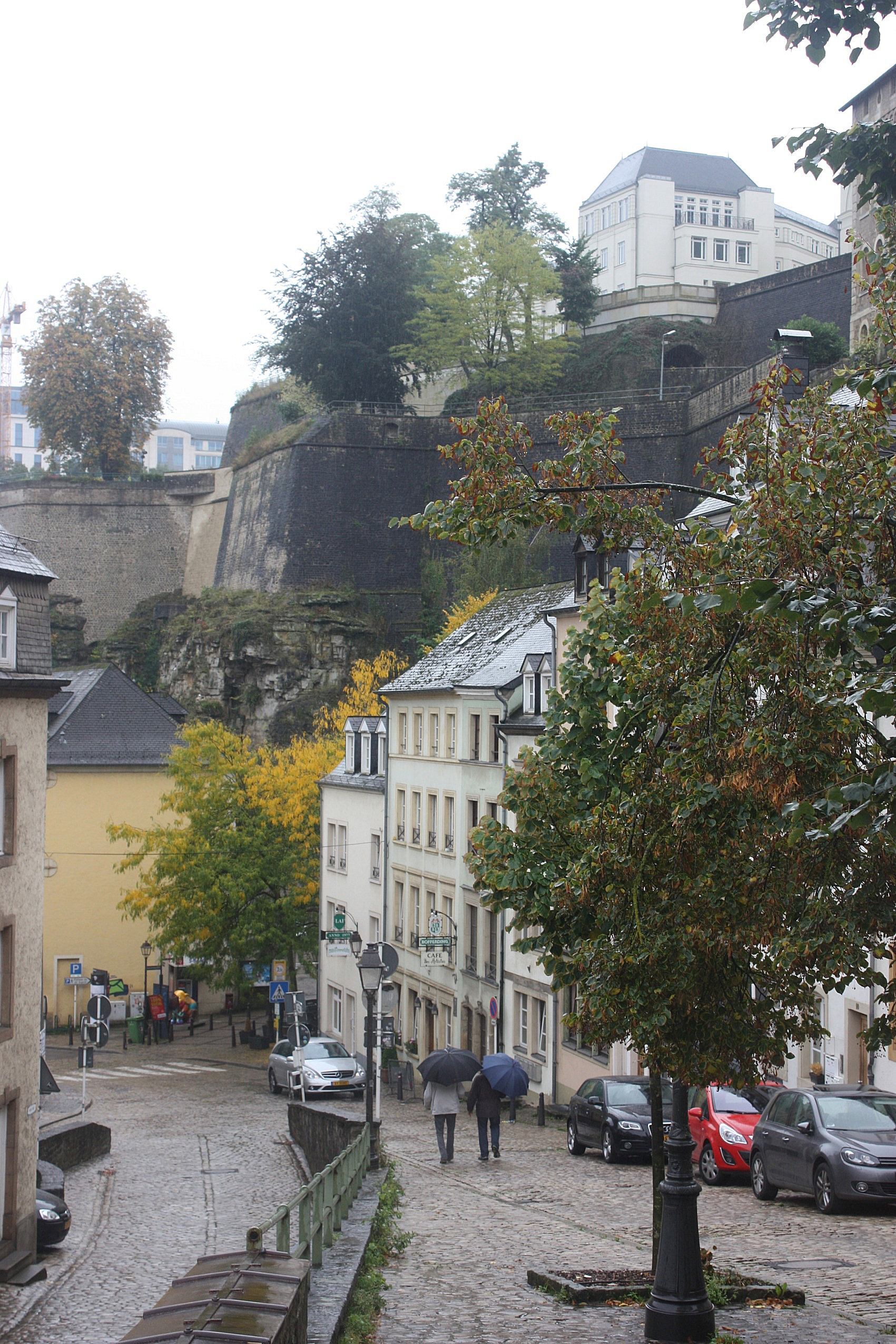
Gabelung im Grund